# Kuhina Nui
Kuhina Nui var ett högt politiskt ämbete i kungariket Hawaii som motsvarade ungefär premiärminister.
Största delen av Kuhina Nui var kvinnor. Detta var orsak och verkan av kvinnornas ställning i samhället. Då ämbetet avskaffades började  rika och inflytelserika hawaiiska kvinnor engagera sig i välgörenhet istället.

## Historia och befogenheter
Efter Kamehameha den store avled år 1819, blev hans son Liholiho (kungen Kamehameha II) den nya kungen. Med tanke på européernas och amerikanernas växande inflytande, var Liholiho inte en effektiv monark. Ka‘ahumanu, Kamehameha den stores favorithustru, anmälde att hon var beredd att dela makten med Liholiho, och efter detta förklarades hon som den första Kuhina Nui.
För första gången nämndes Kuhi Nuis befogenheter i grundlagen år 1840. I början var ämbetet juridiskt och Kuhina Nui hade befogenhet att bevaka kungarikets lagar tillsammans med kungen. Kuhina Nuis roll motsvarade inte fullständigt västvärldens premiärminister eller regent utan Kuhina Nui hade samma rätt att bl.a. förhandla internationella avtal som kungen.
Guvernörer var ansvariga direkt till kungen men också till Kuhina Nui. Enligt grundlagen 1840 var Kuhina Nuis befogenheter följande:
- kungen ska nominera Kuhina Nui
- Kuhina Nui, med kungens samtycke, tar hand om allt vad kungen själv kan inte ta hand om
- alla dokument undertecknade av Kuhina Nui var lika värdiga som de som undertecknas av kungen
- all statlig egendom ska rapporteras till Kuhina Nui som i sin tur rapporterar till kungen
- varken kungen eller Kuhina Nui får inte göra planer utan den andras vetande
- kungen kunde jäva sig endast med Kuhina Nuis samtycke

Då Kamehameha III började reformera Hawaiis politiska system för att bli mer västerländskt, började en regering som bestod av ministrar ta över Kuhina Nuis ansvar. Under Kamehameha V:s tid hade Kuhina Nui nästan inte mer politiskt ansvar och då Kamehameha V undertecknade en ny grundlag 1864, nämndes Kuhina Nui inte ens i grundlagen och då avskaffades ämbetet i praktiken.

## Lista över Kuhina Nui
| Bild | Namn              | Ämbetsperiod |
| ---- | ----------------- | ------------ |
|      | Ka‘ahumanu        | 1819–1832    |
|      | Ka‘ahumanu II     | 1832–1839    |
|      | Ka‘ahumanu III    | 1839–1845    |
|      | Keoni Ana         | 1845–1855    |
|      | Ka‘ahumanu IV     | 1855–1863    |
|      | Mataio Kekūanaō‘a | 1863–1864    |

Källa: